# Simon Fraser, 15. Lord Lovat

Lord Lovat in Newhaven nach Rückkehr vom Dieppe Raid, August 1942

Simon Christopher Joseph Fraser, 15. Lord Lovat, DSO MC TD (* 9. Juli 1911 auf Beaufort Castle bei Beauly, Inverness-shire; † 16. März 1995 in Beauly, Inverness-shire) war ein schottischer Adliger, britischer General und Kommandeur einer Kommandoeinheit im Zweiten Weltkrieg.

## Leben
Er war der älteste Sohn des Simon Fraser, 14. Lord Lovat (1871–1933) aus dessen Ehe mit Hon. Laura Lister (1892–1965), Tochter des Thomas Lister, 4. Baron Ribblestone. Beim Tod seines Vaters erbte er 1933 dessen Adelstitel als 15. Lord Lovat und 4. Baron Lovat sowie die Chiefwürde des Clan Fraser („25th MacShimidh“). Mit dem Baronstitel war auch ein Sitz im britischen House of Lords verbunden.
Er besuchte das Ampleforth College in North Yorkshire und schloss sein anschließendes Studium am Magdalen College der University of Oxford als Master of Arts ab.
Simon Fraser trat danach in die British Army ein und diente zunächst als Second Lieutenant bei den Lovat Scouts und ab 1931 bei den Scots Guards, wo er 1934 in den Rang eines Lieutenant aufstieg. 1937 schied er aus dem regulären Militärdienst aus und wurde Reserveoffizier. Im Juli 1939 wurde er als Captain der Lovat Scouts reaktiviert und 1940 meldete er sich freiwillig zu den neugegründeten Commandos.
Am 3. März 1941 nahm er an dem erfolgreichen Kommando-Unternehmen gegen die Lofoten teil und im April 1941 einem Überfall auf den französischen Küstenort Hardelot. Er wurde dafür im Juli mit dem Military Cross ausgezeichnet. 1942 wurde er zum Lieutenant-colonel befördert und befehligte am 19. August 1942 das Commando No. 4 im verlustreichen Dieppe Raid. Für letzteren Einsatz wurde er als Companion des Distinguished Service Order ausgezeichnet. Er stieg in den Rang eines Brigadier auf und wurde Anfang 1944 Kommandeur der neuaufgestellten 1st Special Service Brigade. Am D-Day 1944 nahm er mit dieser Einheit am Sword Beach an der Landung in der Normandie teil und rückte bis zur Pegasusbrücke vor. Seine anhaltende Popularität beruht darauf, dass er seine Truppen dabei zu den Dudelsackklängen seines Pfeifers Bill Millin persönlich ins Gefecht führte. Sechs Tage später wurde er bei Bréville durch eigenes Artilleriefeuer schwer verwundet. Nach Genesung wurde er Staatssekretär im Kabinett Churchills. Für seine Leistungen im Krieg wurde er später auch mit dem französischen Croix de guerre und als Ritter der Ehrenlegion ausgezeichnet. 1946 wurde er als Commander in den Order of Saint John aufgenommen. 1953 wurde ihm die Territorial Decoration verliehen.
1994 musste er aufgrund finanzieller Schwierigkeiten seinen Familiensitz Beaufort Castle verkaufen. Aus seiner 1938 geschlossenen Ehe mit Rosamond Broughton (1917–2012), Tochter des Sir Henry Broughton, 11. Baronet, hatte er sechs Kinder. Seinen ältesten Sohn, Simon Augustine Fraser (1939–1994), überlebte er um ein Jahr, weshalb dessen Sohn, Simon Christopher Joseph Fraser (* 1977) 1995 die Adelstitel als 16. Lord Lovat erbte.

## Rezeption
Im Film Der längste Tag, in dem Fraser von Peter Lawford gespielt wird, ist der Entsatz der Luftlandetruppen der Operation Tonga an der Pegasusbrücke durch die Kommandos unter Frasers Befehl dargestellt, wobei sich Lovat beim Kommandeur der Luftlandetruppen, Major John Howard, dafür entschuldigt, dass sich seine Truppen um zwei Minuten gegenüber dem Zeitplan verspätet hätten.
Fraser war 1941 verantwortlich für die Entlassung des Schriftstellers Evelyn Waugh aus dem Dienst der Commandos. Dieser porträtierte ihn daraufhin wenig schmeichelhaft in seinem Roman Officers and Gentlemen als Figur des aufstrebenden Friseurs Trimmer McTavish, was Fraser nachhaltig ärgerte: „Do you realise, thanks to that monster, I am Trimmer?“ (deutsch: „Ist Ihnen klar, dass ich wegen dieses Monsters Haarschneider bin?“)